# Estrela Wolf-Rayet

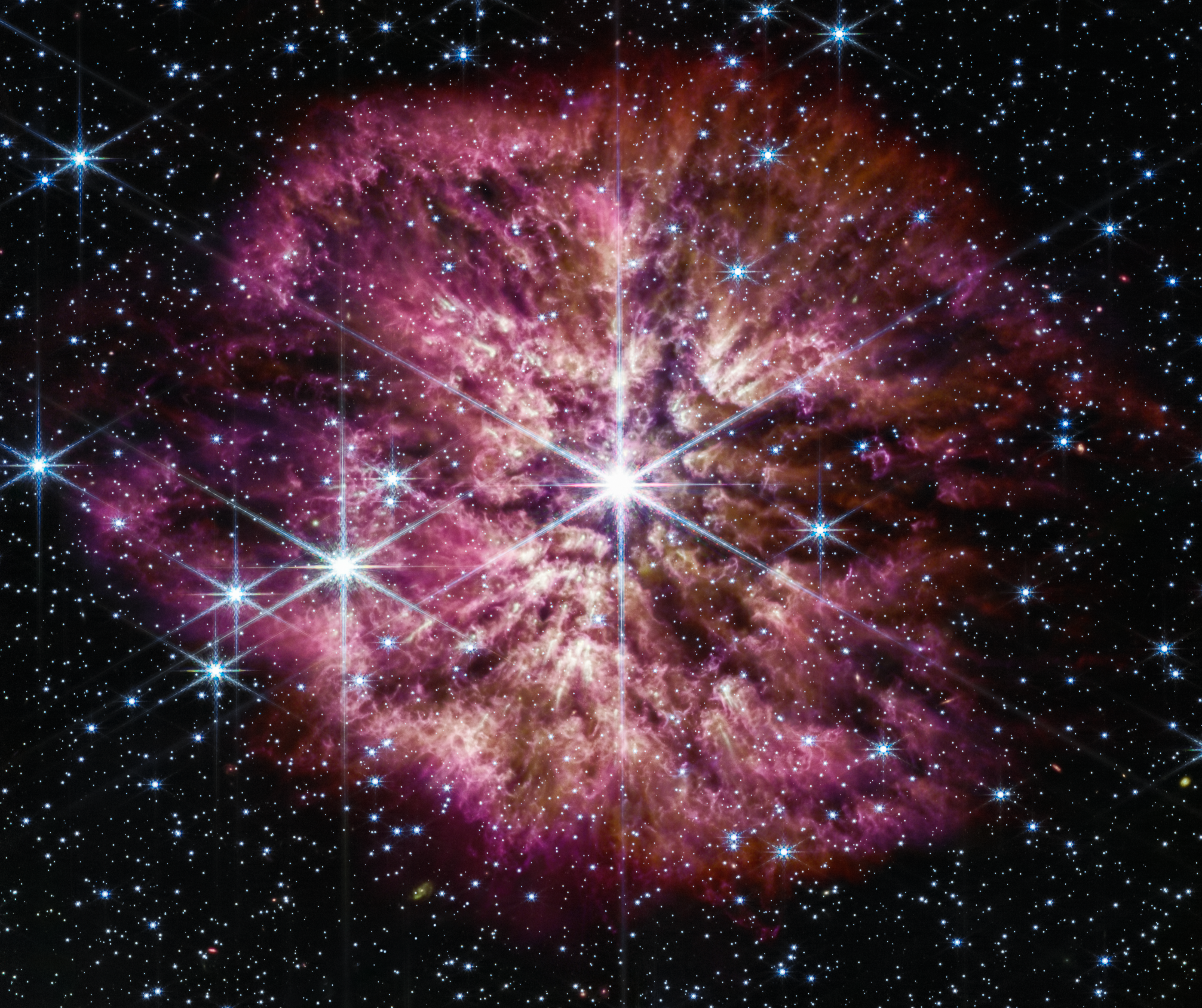
Imagem do Telescópio Espacial James Webb da nebulosa ao redor de WR 124

Estrelas Wolf-Rayet, frequentemente abreviadas como estrelas WR, são um tipo heterogêneo de estrelas com espectros anormais apresentando linhas de emissão intensas e largas de hélio e nitrogênio (subtipo WN) ou hélio, carbono e oxigênio (subtipos WC e WO), no lugar das linhas de absorção típicas de estrelas normais. Esta classe de estrelas foi descoberta em 1867 pelos astrônomos franceses Charles Wolf e Georges Rayet, que identificaram três estrelas com essa aparência espectral na constelação de Cygnus.
Estrelas Wolf–Rayet clássicas (ou de população I) são estrelas massivas e evoluídas que perderam toda sua camada externa de hidrogênio e estão fundindo hélio ou elementos mais pesados no núcleo. Um subtipo das estrelas WR de população I apresentam linhas de hidrogênio em seus espectros e são conhecidas como estrelas WNh; elas são estrelas jovens e extremamente massivas que ainda estão fundindo hidrogênio no núcleo, com hélio e nitrogênio expostos na superfície por processos de convecção. Um grupo separado de estrelas com espectro WR (população II) é formado por estrelas centrais de nebulosas planetárias, que são estrelas pós-AGB muito menos massivas e luminosas.
As intensas linhas de emissão nos espectros das estrelas Wolf-Rayet são causadas por ventos estelares muito fortes, com velocidades superiores a 2000 km/s, suficientemente densos para bloquear a luz da fotosfera da estrela e formar uma região de emissão estendida. A composição anômala das estrelas WR é resultado de materiais produzidos por fusão no núcleo serem expostos na superfície devido à perda das camadas externas da estrela, com os subtipos WN e WC mostrando os produtos do ciclo CNO e do processo triplo-alfa respectivamente. O espectro único das estrelas WR permite sua identificação em galáxias próximas, com cerca de 150 conhecidas na Grande Nuvem de Magalhães e 12 na Pequena Nuvem de Magalhães.
As estrelas WR clássicas são descendentes de estrelas de classe O da sequência principal com massa inicial de mais 25 massas solares, e representam um estágio normal na evolução dessas estrelas. Elas têm temperaturas efetivas de 30 000 a até cerca de 200 000 K, mais quentes que praticamente todas as outras estrelas, e por isso são extremamente luminosas, com luminosidades bolométricas de centenas de milhares a até milhões de vezes a solar, mas não são muito brilhantes visualmente pois emitem a maior parte dessa radiação no ultravioleta. Exemplos notáveis de estrelas WR incluem γ2 Velorum, uma das poucas visíveis a olho nu e de longe a mais brilhante no céu, e R136a1, a estrela mais massiva conhecida.

## História de observação

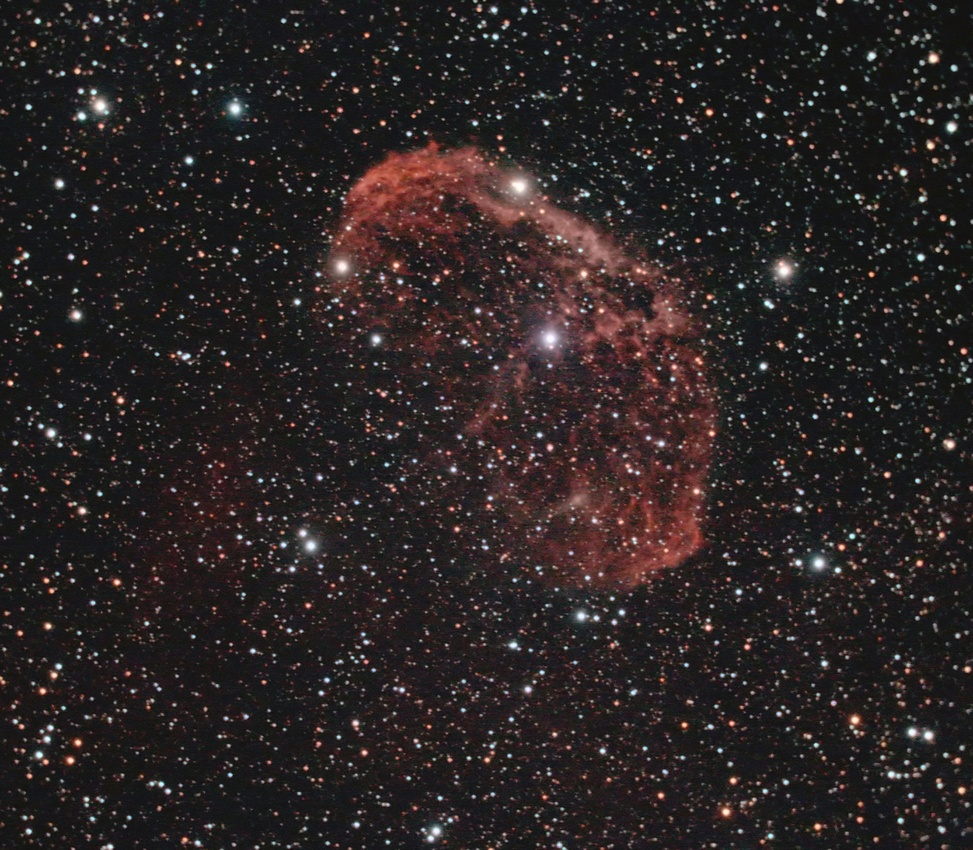
WR 136 é uma estrela WN6 cuja atmosfera ejetada durante a fase de supergigante vermelha foi ionizada pelo quente e rápido vento da estrela WR, formando uma nebulosa em forma de bolha (NGC 6888)

Em 1867, usando o telescópio Foucault de 40 cm no Observatório de Paris, os astrônomos Charles Wolf e Georges Rayet descobriram três estrelas na constelação de Cygnus (HD 191765, HD 192103 e HD 192641, atualmente designadas WR 134, WR 135 e WR 137 respectivamente) que mostravam largas bandas de emissão em um espectro em outros aspectos contínuo. O espectro da maioria das estrelas apresenta apenas linhas ou bandas de absorção, como resultado de elementos na fotosfera absorvendo luz em frequências específicas, então esses claramente eram objetos anormais.
A natureza das bandas de emissão no espectro de uma estrela Wolf–Rayet permaneceu um mistério por várias décadas. Edward C. Pickering teorizou que as linhas eram causadas por um estado anormal de hidrogênio, e foi achado que essa "série de Pickering" de linhas seguia um padrão similar à série de Balmer, quando números quânticos meio inteiros eram substituídos. Foi mais tarde mostrado que as linhas resultavam da presença do elemento hélio, que tinha sido descoberto em 1868. Pickering notou similaridades entre espectros Wolf–Rayet e espectros de nebulosas, o que o levou a concluir que algumas ou todas as estrelas Wolf–Rayet eram as estrelas centrais de nebulosas planetárias.
Por volta de 1929, a largura das bandas de emissão estava sendo atribuída a alargamento Doppler, e portanto o gás cercando essas estrelas devia estar se movendo a velocidades altas de 300–2400 km/s na direção da linha de visão. A conclusão foi que uma estrela Wolf–Rayet está continuamente ejetando gás para o espaço, produzindo um envelope em expansão de gás nebuloso. A força ejetando o gás às altas velocidades observadas é a pressão de radiação. Era conhecido que muitas estrelas com espectro Wolf–Rayet eram as estrelas centrais de nebulosas planetárias, mas também que muitas não estavam associadas a qualquer nebulosidade.
Além de hélio, linhas de emissão de carbono, oxigênio e nitrogênio foram identificadas no espectro de estrelas Wolf–Rayet. Em 1938, a União Astronômica Internacional classificou o espectro de estrelas Wolf–Rayet stars nos tipos WN e WC, dependendo se ele era dominado por linhas de nitrogênio ou carbono-oxigênio respectivamente.
Em 1969, várias estrelas centrais de nebulosas planetárias com fortes linhas de emissão de OVI foram agrupadas em uma nova "sequência OVI", ou simplesmente tipo OVI. Essas foram mais tarde referidas como estrelas [WO]. Estrelas similares não associadas a nebulosas planetárias foram eventualmente descritas e a classificação WO foi então adotada para estrelas WR de população I também.
O entendimento de que algumas estrelas WN de menor temperatura e com linhas de hidrogênio em seu espectro estão em um estágio evolutivo diferente das estrelas WR sem hidrogênio levou à introdução do termo WNh para distinguir essas estrelas das outras estrelas WN. Elas eram anteriormente conhecidas como estrelas WNL, apesar de haver estrelas WN mais frias sem hidrogênio e também estrelas WR com hidrogênio tão quentes quanto WN5.

## Classificação

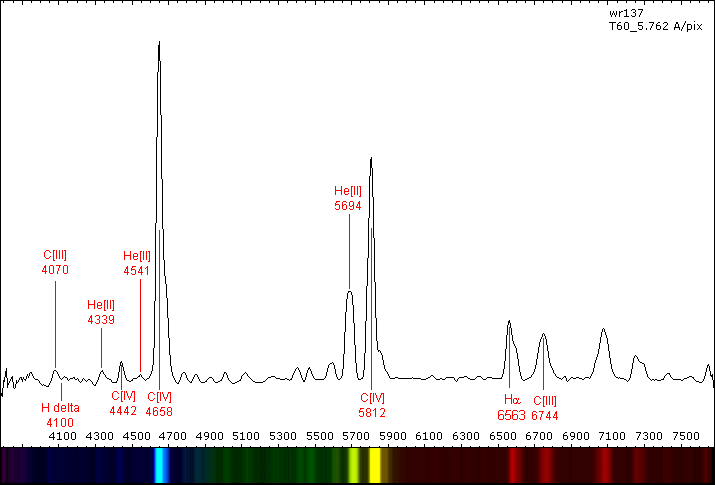
Espectro de WR 137, uma estrela WC7 e uma das três estrelas WR originais, mostrando várias linhas de emissão (eixo horizontal: comprimento de onda em Å)

Estrelas Wolf–Rayet foram definidas com base nas fortes e largas linhas de emissão em seu espectro, relacionadas aos elementos hélio, nitrogênio, carbono, silício e oxigênio, mas com linhas de hidrogênio geralmente fracas ou ausentes. O primeiro sistema de classificação dividiu as estrelas WR em dois grupos: aquelas cujas linhas dominantes são de nitrogênio ionizado (NIII, NIV e NV) e aquelas dominadas por linhas de carbono ionizado (CIII e CIV) e ocasionalmente oxigênio (OIII e OVI), referidas como classes WN e WC respectivamente. Essas duas classes foram eventualmente subdivididas em sequências de temperatura WN5-WN8 e WC6-WC8 com base na intensidade relativa das linhas de HeII a 541,1 nm e HeI a 587,5 nm. Linhas de emissão Wolf–Rayet são frequentemente acompanhadas por uma larga linha de absorção (perfil P Cygni), sugerindo material circunstelar. Uma sequência WO também foi separada da sequência WC para estrelas ainda mais quentes em que a emissão de oxigênio ionizado domina a de carbono ionizado, embora espere-se que as proporções desses dois elementos nas estrelas sejam comparáveis. Espectros WC e WO são formalmente diferenciados com base na presença ou ausência de emissão de CIII. Espectros WC também geralmente não possuem as linhas de OVI que são fortes em espectros WO.
A sequência espectral WN foi expandida para incluir WN2 até WN9, e as definições refinadas com base na intensidade relativa das linhas de NIII a 463,4–464,1 e 531,4 nm, de NIV a 347,9–348,4 e 405,8 nm, e de NV a 460,3, 461,9 e 493,3–494,4 nm. Essas linhas estão bem separadas de áreas de forte e variável emissão de He e possuem intensidades bem correlacionadas com a temperatura. Estrelas com espectros intermediários entre WN e Ofpe já foram classificadas como WN10 e WN11, mas essa nomenclatura não é universalmente aceita.
O tipo WN1 foi proposto para estrelas que não possuem linhas de NIV e NV, para acomodar dois objetos (Brey 1 e Brey 66) que pareciam ser intermediários entre WN2 e WN2.5. As intensidades e larguras relativas das linhas de cada subclasse WN foram mais tarde quantificadas, e a razão entre as linhas de HeII a 541,1 nm e HeI a 587,5 nm foi introduzida como o indicador primário do nível de ionização e assim da subclasse espectral. A necessidade para a classe WN1 desapareceu e as estrelas Brey 1 e Brey 66 são agora classificadas como WN3b. As obscuras classes intermediárias WN2.5 e WN4.5 foram descontinuadas.
| Tipo espectral | Critério original                   | Critério atualizado                      | Outras características                            |
| -------------- | ----------------------------------- | ---------------------------------------- | ------------------------------------------------- |
| WN2            | NV fraco ou ausente                 | NV e NIV ausentes                        | HeII forte, HeI ausente                           |
| WN2.5          | NV presente, NIV ausente            | Classe obsoleta                          |                                                   |
| WN3            | NIV ≪ NV, NIII fraco ou ausente     | HeII/HeI > 10, HeII/CIV > 5              | Perfil peculiar, intensidade de NV incerta        |
| WN4            | NIV ≈ NV, NIII fraco ou ausente     | 4 < HeII/HeI < 10, NV/NIII > 2           | CIV presente                                      |
| WN4.5          | NIV > NV, NIII fraco ou ausente     | Classe obsoleta                          |                                                   |
| WN5            | NIII ≈ NIV ≈ NV                     | 1,25 < HeII/HeI < 8, 0,5 < NV/NIII < 2   | NIV ou CIV > HeI                                  |
| WN6            | NIII ≈ NIV, NV fraco                | 1,25 < HeII/HeI < 8, 0,2 < NV/NIII < 0,5 | CIV ≈ HeI                                         |
| WN7            | NIII > NIV                          | 0,65 < HeII/HeI < 1,25                   | fraco perfil P-Cyg em HeI, HeII > NIII, CIV > HeI |
| WN8            | NIII ≫ NIV                          | HeII/HeI < 0,65                          | perfil P-Cyg forte em HeI, HeII ≈ NIII, CIV fraco |
| WN9            | NIII > NII, NIV ausente             | NIII > NII, NIV ausente                  | perfil P-Cyg em HeI                               |
| WN10           | NIII ≈ NII                          | NIII ≈ NII                               | H Balmer, perfil P-Cyg em HeI                     |
| WN11           | NIII fraco ou ausente, NII presente | NIII ≈ HeII, NIII fraco ou ausente,      | H Balmer, perfil P-Cyg em HeI, FeIII presente     |

A sequência espectral WC foi ampliada para incluir WC4 até WC11, apesar de algumas publicações mais antigas terem usado também WC1 a WC3. A linha de emissão primária usada para distinguir entre os subtipos WC são CII a 426,7 nm, CIII a 569,6 nm, CIII/IV a 465,0 nm, CIV a 580,1–581,2 nm, e a combinação de OV e OIII a 557,2–559,8 nm. Com a expansão para incluir WC10 e WC11, os critérios de subclasse foram quantificados com base principalmente na intensidade relativa das linhas de carbono, para depender de fatores de ionização mesmo havendo variações de abundância entre carbono e oxigênio.
| Tipo espectral | Critério original                             | Critério quantitativo  | Critério quantitativo | Outras características |
| Tipo espectral | Critério original                             | Primário               | Secundário            | Outras características |
| -------------- | --------------------------------------------- | ---------------------- | --------------------- | ---------------------- |
| WC4            | CIV forte, CII fraco, OV moderado             | CIV/CIII > 32          | OV/CIII > 2,5         | OVI fraco ou ausente   |
| WC5            | CIII ≪ CIV, CIII < OV                         | 12,5 < CIV/CIII < 32   | 0,4 < CIII/OV < 3     | OVI fraco ou ausente   |
| WC6            | CIII ≪ CIV, CIII > OV                         | 4 < CIV/CIII < 12,5    | 1 < CIII/OV < 5       | OVI fraco ou ausente   |
| WC7            | CIII < CIV, CIII ≫ OV                         | 1,25 < CIV/CIII < 4    | CIII/OV > 1,25        | OVI fraco ou ausente   |
| WC8            | CIII > CIV, CII ausente, OV fraco ou ausente  | 0,5 < CIV/CIII < 1,25  | CIV/CII > 10          | HeII/HeI > 1,25        |
| WC9            | CIII > CIV, CII presente, OV fraco ou ausente | 0,2 < CIV/CIII < 0,5   | 0,6 < CIV/CII < 10    | 0,15 < HeII/HeI < 1,25 |
| WC10           |                                               | 0,06 < CIV/CIII < 0,15 | 0,03 < CIV/CII < 0,6  | HeII/HeI < 0,15        |
| WC11           |                                               | CIV/CIII < 0,06        | CIV/CII < 0,03        | HeII ausente           |

Para as estrelas de tipo WO as principais linhas usadas são as de CIV a 580,1 nm, OIV a 340,0 nm, OV e OIII combinados a 557,2–559,8 nm, OVI a 381,1–383,4 nm, OVII a 567,0 nm e OVIII a 606,8 nm. A sequência foi expandida para incluir WO5 e quantificada com base na intensidade relativa das linhas de OVI/CIV e OVI/OV. Um padrão posterior, feito para haver consistência entre as estrelas WR clássicas e as estrelas centrais de nebulosas planetárias, retornou para a sequência de WO1 até WO4 e ajustou as divisões.
| Tipo espectral | Critério original                | Critério quantitativo | Critério quantitativo | Outras características |
| Tipo espectral | Critério original                | Primário              | Secundário            | Outras características |
| -------------- | -------------------------------- | --------------------- | --------------------- | ---------------------- |
| WO1            | OVII ≥ OV, OVIII presente        | OVI/OV > 12,5         | OVI/CIV > 1,5         | OVII ≥ OV              |
| WO2            | OVII < OV, CIV < OVI             | 4 < OVI/OV < 12,5     | OVI/CIV > 1,5         | OVII ≤ OV              |
| WO3            | OVII fraco ou ausente, CIV ≈ OVI | 1,8 < OVI/OV < 4      | 0,1 < OVI/CIV < 1,5   | OVII ≪ OV              |
| WO4            | CIV ≫ OVI                        | 0,5 < OVI/OV < 1,8    | 0,03 < OVI/CIV < 0,1  | OVII ≪ OV              |

Estudos modernos detalhados de estrelas Wolf-Rayet podem identificar outras características espectrais, indicadas por sufixos na classificação espectral principal:
- h para emissão de hidrogênio;
- ha para emissão e absorção de hidrogênio;
- w para linhas fracas;
- s para linhas fortes;
- b para linhas largas e fortes;
- d para poeira (ocasionalmente vd, pd, ou ed para poeira variável, periódica ou episódica).[22]

A classificação de espectros Wolf-Rayet é complicada pela frequente associação das estrelas a densa nebulosidade, nuvens de poeira, ou estrelas companheiras. Um sufixo de "+OB" é usado para indicar a presença de linhas de absorção no espectro provavelmente associadas a uma estrela companheira normal, ou "+abs" para linhas de absorção de origem desconhecida.
As subclasses espectrais WR mais quentes são descritas como iniciais (early) e as mais frias como tardias (late), de forma consistente com a classificação estelar usual. WNE e WCE referem-se a espectros de tipo inicial enquanto WNL e WCL designam espectros de tipo tardio, com a divisão aproximadamente na subclasse seis ou sete. Não existem estrelas de tipo WO consideradas tardias. Existe uma forte tendências para estrelas WNE serem pobres em hidrogênio enquanto os espectros de estrelas WNL frequentemente incluem linhas de hidrogênio.
Os tipos espectrais de estrelas centrais de nebulosas planetárias são indicados por colchetes (por exemplo, [WC4]). Quase todos são da sequência WC, com as estrelas [WO] conhecidas representando a extensão para altas temperaturas da sequência de carbono. Existem também um pequeno número de estrelas de tipo [WN] e [WC/WN], descobertas mais recentemente.
A temperatura das estrelas centrais de nebulosas planetárias tende para os extremos quando comparada a estrelas WR de população I, então [WC2] e [WC3] são comuns e a sequência foi estendida até [WC12]. Os tipos [WC11] e [WC12] têm espectros característicos com linhas de emissão finas e sem linhas de HeII e CIV.

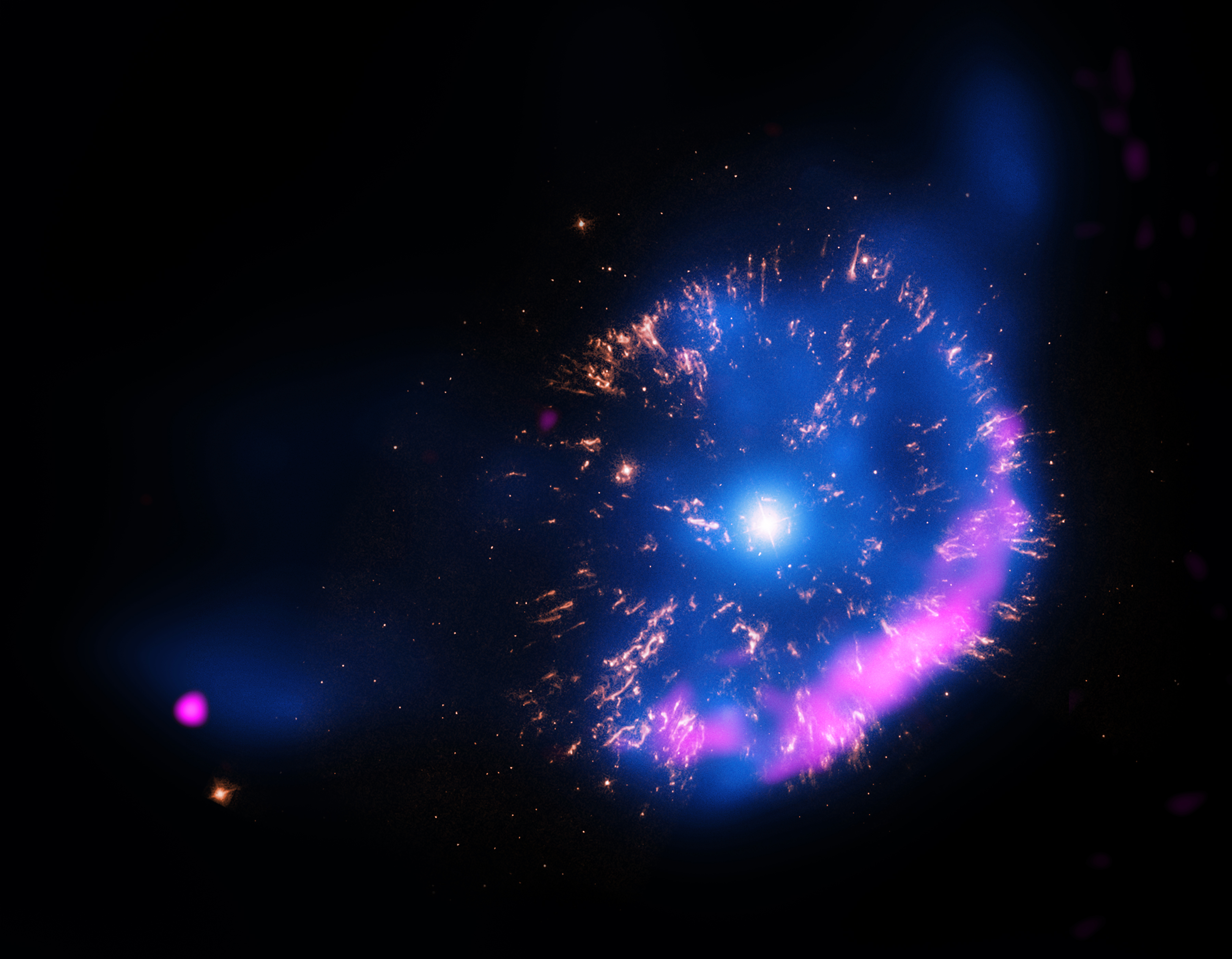
GK Persei (Nova Persei 1901), que mostrou características espectrais Wolf-Rayet.

Algumas supernovas observadas antes de seu pico de luminosidade apresentam espectros WR. Isso acontece por causa da natureza da supernova a esse ponto: um material ejetado em expansão rico em hélio similar a um vento Wolf-Rayet extremo. As características espectrais WR duram apenas algumas horas, com a marcas de ionização desaparecendo até o máximo de brilho da supernova, restando apenas fraca emissão de hidrogênio e hélio, antes de ser substituída pelo espectro tradicional de um supernova. Já foi proposto denominar esses espectros com um tipo "X", por exemplo XWN5(h). De forma similar, novas clássicas desenvolvem espectros consistindo de linhas de emissão largas similares a uma estrela Wolf-Rayet. Isso é causado pelo mesmo mecanismo físico: expansão rápida de gás denso em torno de uma fonte central muito quente.

## Estrelas barra
A separação entre estrelas Wolf-Rayet e estrelas de classe O com temperatura similar é feita pela existência de fortes linhas de emissão de hélio, nitrogênio, carbono e oxigênio ionizados, mas existem algumas estrelas com características espectrais intermediárias ou confusas. Por exemplo, estrelas de classe O de alta luminosidade podem desenvolver linhas de emissão de hélio e nitrogênio em seus espectros, enquanto algumas estrelas WR podem possuir linhas de hidrogênio, emissão fraca, e até linhas em absorção. Essas estrelas receberam tipos espectrais como O3 If∗/WN6 e são conhecidas como estrelas barra (slash stars).
Supergigantes de classe O podem ter linhas de emissão de hélio e nitrogênio, ou um componente de emissão em algumas linhas de absorção. Isso é indicado por sufixos de peculiaridade espectral específicos a este tipo de estrela:
- f para emissão de NIII e HeII
- f* para emissão de N e He com a linha de NIV mais intensa que NIII
- f+ para emissão de SiIV além de N e He
- parênteses indicam linhas de HeII em absorção ao invés de emissão, por exemplo (f)
- parênteses duplos indicam forte absorção de HeII e emissão de NIII diluída, por exemplo ((f+))

Essas notações podem também ser combinadas com indicadores espectrais mais gerais como 'p' (para peculiaridades espectrais) ou 'a' (para linhas de absorção). Combinações comuns incluem OIafpe, OIf* e Ofpe. Na década de 1970 foi reconhecido que existia um contínuo de espectros desde classe O com apenas absorção até tipos WR inequívocos, e era incerto se algumas estrelas intermediárias deveriam receber tipos espectrais como O8Iafpe ou WN8-a. A notação barra foi proposta para lidar com essa situação e a estrela Sk−67°22 recebeu o tipo espectral O3If*/WN6-A. O critério para distinguir entre estrelas OIf*, OIf*/WN e WN tem sido refinado para ser mais consistente. Classificações de estrela barra são usadas quando a linha Hβ tem um perfil P Cygni; essa é uma linha de absorção em supergigantes O e uma linha de emissão em estrelas WN. A seguir estão os critérios para alguns tipos espectral de barra, usando as linhas de emissão de nitrogênio a 463,4–464,1 nm, 405,8 nm e 460,3–462,0 nm, junto com uma estrela padrão para cada tipo:
| Tipo espectral | Critério              | Estrela padrão |
| -------------- | --------------------- | -------------- |
| O2If*/WN5      | NIV ≫ NIII, NV ≥ NIII | Melnick 35     |
| O2.5If*/WN6    | NIV > NIII, NV < NIII | WR 25          |
| O3.5If*/WN7    | NIV < NIII, NV ≪ NIII | Melnick 51     |

Outro conjunto de tipos espectrais de barra são usados para estrelas Ofpe/WN. Essas estrelas têm espectros de supergigantes O mais linhas de emissão de nitrogênio e hélio, e perfil P Cygni. Alternativamente, elas podem ser consideradas estrelas WN com hidrogênio e níveis de ionização anormalmente baixos. A notação barra para essas estrelas foi controversa e uma alternativa proposta foi estender a sequência a sequência WR de nitrogênio para WN10 e WN11. Outros autores preferiram o uso da notação WNha, por exemplo WN9ha para WR 108. Uma recomendação recente é usar um tipo espectral O, como O8Iaf, se a linha de HeI a 447,1 nm estiver em absorção e uma classe WR de WN9h ou WN9ha se a linha tiver um perfil P Cygni. No entanto, tanto a notação em barra Ofpe/WN quanto as classificações WN10 e WN11 continuam sendo usadas.
Um terceiro grupo de estrelas com características espectrais tanto de estrelas de classe O como de estrelas WR foi identificado. Oito estrelas na Grande Nuvem de Magalhães têm espectros com características WN3 e O3V mas não parecem ser binárias. Muitas das estrelas WR na Pequena Nuvem de Magalhães têm espectros WN de tipo inicial mais linhas de absorção. Isso é atribuído ou a estrelas companheiras de classe O ou a fracos ventos estelares devido a uma baixa metalicidade.

## Nomenclatura

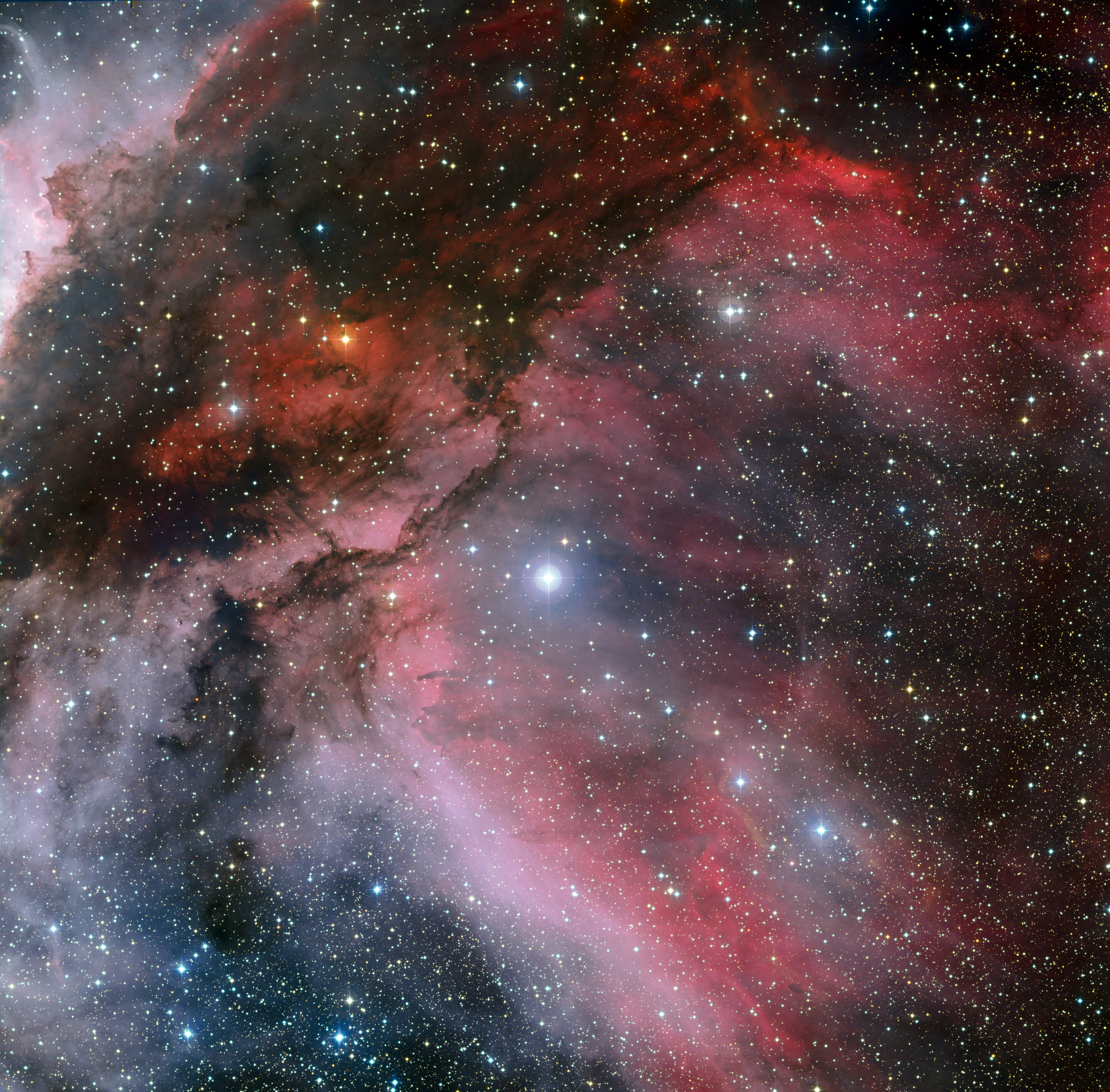
WR 22 na Nebulosa de Eta Carinae

As primeiras três estrelas Wolf-Rayet identificadas, coincidentemente todas com companheiras quentes de classe O, já tinham sido numeradas no catálogo Henry Draper. Essas estrelas e outras sendo descobertas foram chamadas de estrelas Wolf–Rayet, a partir dos descobridores originais, mas critérios de nomeação específicos para elas não seriam criados até 1962, no quarto catálogo de estrelas Wolf-Rayet na Galáxia. Os três primeiros catálogos não eram especificamente listas de estrelas Wolf-Rayet e eles apenas usaram a nomenclatura já existente. O quarto catálogo numerou as estrelas Wolf-Rayet sequencialmente em ordem de ascensão reta. O quinto catálogo usou a mesma numeração mas com o prefixo MR (as iniciais do autor do quarto catálogo), mais uma sequência adicional de números com o prefixo LS para novas descobertas. Nenhum desses dois sistemas de numeração permanecem em uso.
O Sexto Catálogo de Estrelas Wolf-Rayet Galácticas foi o primeiro a realmente ter esse nome, assim como a descrever as cinco publicações anteriores como catálogos de estrelas Wolf-Rayet. Ele também introduziu os números WR amplamente usados até hoje para estrelas WR galácticas. Novamente foi criada uma sequência numérica, de WR 1 até WR 158, em ordem de ascensão reta. O sétimo catálogo e seu anexo usaram a mesma numeração e inseriram novas estrelas na sequência usando letras minúsculas como sufixos, por exemplo WR 102ka para uma das várias estrelas WR descobertas no centro galáctico. Pesquisas modernas de identificação usam seus próprios esquemas de numeração para o grande número de novas descobertas. Um grupo de trabalho da União Astronômica Internacional aceitou recomendações para expandir o sistema de numeração do Catálogo de Estrelas Wolf-Rayet Galácticas para que novas descobertas recebam o número WR já existente mais próximo (em ascensão reta) mais um sufixo numérico em ordem de descoberta. Isso se aplica a todas as descobertas desde o anexo de 2006, apesar de algumas estrelas já terem sido nomeadas no sistema de nomenclatura anterior; assim WR 42e recebeu a numeração WR 42-1.
Estrelas Wolf-Rayet em outras galáxias são numeradas com sistemas diferentes. Na Grande Nuvem de Magalhães, a nomenclatura de estrelas WR mais difundida e completa é a do quarto catálogo de estrelas Wolf-Rayet de População I na Grande Nuvem de Magalhães, que usa o prefixo BAT-99, por exemplo BAT-99 105. Muitas dessas estrelas também são conhecidas pelos seus números no terceiro catálogo, por exemplo Brey 77. Em 2015, havia 152 estrelas WR catalogadas na Grande Nuvem de Magalhães, a maioria de classe WN mas incluindo três da extremamente rara classe WO. Algumas dessas estrelas são conhecidas por números RMC (Radcliffe observatory Magellanic Cloud), frequentemente abreviados apenas como R, por exemplo R136a1.
Na Pequena Nuvem de Magalhães, números SMC WR são usados, ou geralmente chamados apenas de números AB, por exemplo AB7. Existem apenas doze estrelas WR conhecidas na Pequena Nuvem de Magalhães, um número muito baixo provavelmente devido à baixa metalicidade dessa galáxia.

## Propriedades
Estrelas Wolf–Rayet representam um estágio normal na evolução de estrelas de alta massa, em que linhas de emissão intensas e largas de hélio e nitrogênio (sequência "WN"), carbono (sequência "WC") e oxigênio (sequência "WO") são visíveis. A alta intensidade das linhas de emissão significa que estrelas desse tipo podem ser identificadas em galáxias próximas. Cerca de 500 estrelas Wolf–Rayet são catalogadas na Via Láctea. Esse número aumentou drasticamente nos últimos anos como resultado de buscas fotométricas e espectroscópicas no infravermelho próximo dedicadas para descobrir esse tipo de objeto no plano galáctico. Espera-se que existam menos de mil estrelas WR no resto das galáxias do Grupo Local, com cerca de 150 conhecidas nas Nuvens de Magalhães, 206 na Galáxia do Triângulo e 154 na Galáxia de Andrômeda. Fora do Grupo Local, pesquisas em galáxias inteiras acharam mais milhares de estrelas WR e candidatas. Por exemplo, mais de mil estrelas WR foram detectadas em M101, entre magnitudes 21 e 25. Estrelas WR devem ser particularmente comuns em galáxias starburst e especialmente em galáxias Wolf–Rayet.
As linhas de emissão características são formadas na densa e estendida região de vento estelar de alta velocidade que cobre a fotosfera muito quente das estrelas desse tipo, que produz altas quantidades de radiação ultravioleta que produzem fluorescência na região do vento estelar. Esse processo de ejeção do material estelar ocorre em etapas, primeiro os produtos ricos em nitrogênio da queima de hidrogênio pelo ciclo CNO (estrelas WN), e depois a camada rica em carbono produzido pela queima de hélio (estrelas WC e WO).
| Tipo espectral | Temperatura efetiva (K) | Raio (R☉) | Massa (M☉) | Luminosidade (L☉) | Magnitude absoluta V | Exemplo     |
| -------------- | ----------------------- | --------- | ---------- | ----------------- | -------------------- | ----------- |
| WN2            | 141 000                 | 0,89      | 16         | 280 000           | -2,6                 | WR 2        |
| WN3            | 85 000                  | 2,3       | 19         | 220 000           | -3,2                 | WR 46       |
| WN4            | 70 000                  | 2,3       | 15         | 200 000           | -3,8                 | WR 1        |
| WN5            | 60 000                  | 3,7       | 15         | 160 000           | -4,4                 | WR 149      |
| WN5h           | 50 000                  | 20        | 200        | 5 000             | -8.0                 | R136a1      |
| WN6            | 56 000                  | 5,7       | 18         | 160 000           | -5,1                 | CD Crucis   |
| WN6h           | 45 000                  | 25        | 74         | 3 300 000         | -7,5                 | NGC 3603-A1 |
| WN7            | 50 000                  | 6,0       | 21         | 350 000           | -5,7                 | WR 120      |
| WN7h           | 45 000                  | 23        | 52         | 2 000             | -7,2                 | WR 22       |
| WN8h           | 40 000                  | 22        | 39         | 1 300 000         | -7,2                 | WR 124      |
| WN9h           | 35 000                  | 23        | 33         | 940 000           | -7,1                 | WR 102ea    |

Pode ser notado que as estrelas WNh são objetos muito diferentes das estrelas WN sem hidrogênio. Apesar do espectro similar, elas são muito mais massivas, muito maiores, e alguma das mais luminosas estrelas conhecidas. Elas foram detectadas com tipos espectrais tão quentes quanto WN5h na Grande Nuvem de Magalhães. O nitrogênio visto no espectro das estrelas WNh é produto do ciclo CNO de fusão no núcleo da estrela, mas ele aparece na superfície das estrelas mais massivas devido à mistura por rotação e convecção enquanto elas ainda estão na fase de queima de hidrogênio no núcleo, ao invés de após a perda das camadas externas durante a fusão de hélio.
| Tipo espectral | Temperatura efetiva (K) | Raio (R☉) | Massa (M☉) | Luminosidade (L☉) | Magnitude absoluta V | Exemplo       |
| -------------- | ----------------------- | --------- | ---------- | ----------------- | -------------------- | ------------- |
| WO2            | 200 000                 | 0,6       | 19         | 500 000           | -2                   | WR 142        |
| WC4            | 117 000                 | 1,0       | 10         | 160 000           | -3,3                 | WR 143        |
| WC5            | 83 000                  | 2,2       | 12         | 200 000           | -4,1                 | Theta Muscae  |
| WC6            | 78 000                  | 2,9       | 14         | 320 000           | -4,4                 | WR 45         |
| WC7            | 71 000                  | 2,9       | 11         | 200 000           | -4,2                 | WR 86         |
| WC8            | 60 000                  | 4,2       | 11         | 200 000           | -4,5                 | Gamma Velorum |
| WC9            | 44 000                  | 6,6       | 10         | 160 000           | -5,2                 | WR 104        |

Algumas estrelas Wolf–Rayet da sequência de carbono ("WC"), especialmente as mais frias, são notáveis por sua produção de poeira. Geralmente isso acontece em sistemas binários como produto da colisão de ventos estelares, como no caso da famosa binária WR 104, mas pode ocorrer em estrelas solitárias também.
Algumas (cerca de 10%) das estrelas centrais de nebulosas planetárias, apesar de suas massas baixas (tipicamente ~0,6 M☉), também são observacionalmente de tipo WR; ou seja, elas apresentam espectros com linhas de emissão de hélio, carbono e oxigênio. Denotadas estrelas [WR], elas são objetos muito mais velhos descendentes de estrelas evoluídas de baixa massa e são relacionadas a anãs brancas, ao invés de serem estrelas de população I muito jovens e massivas, como a maioria das estrelas WR. Essas são geralmente excluídas da classe das estrelas Wolf–Rayet, ou referidas como estrelas de tipo Wolf–Rayet.

### Metalicidade
Os números e propriedades de estrelas Wolf-Rayet variam de acordo com a composição química de suas estrelas progenitoras. O principal causador dessa diferente é a taxa de perda de massa a diferentes metalicidades. Metalicidades mais altas levam a perda de massa mais intensa, o que afeta a evolução de estrelas massivas e também as propriedades das estrelas Wolf-Rayet. Níveis altos de perda de massa fazem uma estrela perder suas camadas externas antes do surgimento e colapso de um núcleo de ferro, fazendo as supergigantes vermelhas mais massivas evoluírem de volta para temperaturas mais altas antes de explodirem como uma supernova, se tornando estrelas WR. As estrelas mais massivas possuem perda de massa tão alta que nunca se tornam supergigantes vermelhas, evoluindo diretamente para o estágio WR. Na fase Wolf-Rayet, perda de massa mais intensa leva a uma ejeção mais rápida das camadas externas ao núcleo convectivo e menores abundâncias superficiais de hidrogênio e hélio, produzindo um espectro WC.
Essas tendências podem ser observadas nas galáxias do Grupo Local, onde a metalicidade varia desde níveis próximos ao solar na Via Láctea, um pouco menores em M31, menores ainda na Grande Nuvem de Magalhães a até muito menores na Pequena Nuvem de Magalhães. Grandes variações de metalicidade são vistas também ao longo de galáxias individuais, com M33 e a Via Láctea apresentando maiores metalicidades perto do centro, e M31 tendo maior metalicidade no disco do que no halo. Assim, a Pequena Nuvem de Magalhães possui poucas estrelas WR em comparação com sua taxa de formação estelar e nenhuma estrela WC (uma estrela tem tipo espectral WO), a Via Láctea tem números aproximadamente iguais de estrelas WN e WC com um grande número total de estrelas WR, e as outras galáxias têm menos estrelas WR, com mais objetos de tipo WN do que WC. As estrelas Wolf-Rayet das Nuvens de Magalhães (especialmente a Pequena) têm linhas de emissão mais fracas e uma tendência para frações de hidrogênio maiores. Estrelas WR na Pequena Nuvem de Magalhães quase universalmente apresentam linhas de hidrogênio e até linhas de absorção mesmo nos tipos espectrais mais quentes, devido a vento estelares mais fracos que não encobrem completamente a fotosfera.
A massa máxima de uma estrela da sequência principal que pode evoluir para a fase de supergigante vermelha e voltar como uma estrela WNL é calculada em cerca de 20 M☉ na Via Láctea, 32 M☉ na Grande Nuvem de Magalhães, e mais de 50 M☉ na Pequena Nuvem de Magalhães. Os estágios mais evoluídos WNE e WC só são atingidos por estrelas com uma massa inicial de mais de 25 M☉ em metalicidades próximas da solar, e mais de 60 M☉ na Pequena Nuvem de Magalhães. Espera-se que evolução normal de estrelas solitárias não seja capaz de produzir estrelas WNE ou WC na metalicidade da Pequena Nuvem de Magalhães.

### Rotação
A perda de massa é influenciada pela taxa de rotação de uma estrela, especialmente a metalicidades baixas. Uma rotação rápida contribui para a mistura dos produtos da fusão no núcleo por toda a estrela, elevando a abundância de elementos pesados na superfície e gerando perda de massa. A rotação faz uma estrela permanecer na sequência principal por mais tempo do que uma estrela sem rotação, evoluir mais rapidamente da fase de supergigante vermelha, ou até evoluir diretamente da sequência principal para temperaturas mais quentes em casos de massa muito alta, alta metalicidade ou rotação muito rápida.
Perda de massa estelar gera perda de momento angular e isso pode rapidamente frear a rotação de estrelas massivas. Estrelas muito massivas com metalicidade próxima da solar devem ser freadas quase completamente ainda na sequência principal, enquanto as com a metalicidade da Pequena Nuvem de Magalhães continuam girando rapidamente mesmo nas maiores massas observadas. Rotação rápida de estrelas massivas pode ser responsável pelas propriedades e números inesperados de estrelas WR na Pequena Nuvem de Magalhães, como suas temperaturas e luminosidades relativamente altas.

### Binárias
Estrelas massivas em sistemas binários podem evoluir para estrelas Wolf-Rayet devido a transferência de massa para a companheira ao invés de perda de massa intrínseca devido a um vento estelar. Esse processo é relativamente independente da metalicidade ou rotação das estrelas individuais e deve produzir uma proporção consistente de estrelas WR em todas as galáxias do Grupo Local. Como resultado, a fração de estrelas WR produzidas por interações binárias, e portanto o número de estrelas WR observadas em sistemas binários, deve ser maior em ambientes de baixa metalicidade. Cálculos sugerem que a fração das estrelas WR na Pequena Nuvem de Magalhães que são binárias pode ser tão alta quanto 98%, apesar de menos de metade delas possuírem uma companheira massiva observada. A fração de estrelas WR binárias na Via Láctea é em torno de 20%, de acordo com previsões teóricas.

## Evolução
Teorias sobre como estrelas Wolf-Rayet surgem, desenvolvem-se e terminam suas vidas tiveram progresso mais lento em comparação a formas menos extremas de evolução estelar. Elas são raras, distantes e frequentemente obscurecidas, e mesmo no século XXI muitos aspectos de sua evolução permanecem incertos.

### Ideias iniciais
Apesar de estrelas Wolf–Rayet terem sido identificadas claramente como uma classe rara e distinta de estrelas desde sua descoberta no século XIX, a natureza dessas estrelas era incerta até o fim do século XX.
Na década de 1960 era claro que havia dois grupos muito diferentes de estrelas WR: estrelas massivas e luminosas de população I; e estrelas menos luminosas associadas a nebulosas planetárias. Enquanto as estrelas WR pouco luminosas podiam ser explicadas como estrelas de massa intermediária no fim de suas vidas, o estado evolucionário das estrelas de população I era menos claro. Suas massas modestas, altas luminosidades e intensos ventos estelares levaram à sugestão de que elas estavam relacionadas a estrelas da pré-sequência principal como as T Tauri. Outros astrônomos, entre eles Rublev em 1965 e Conti em 1976, propuseram que as estrelas WR eram descendentes de estrelas massivas de classe O, cujas camadas externas foram ejetadas pelos fortes ventos estelares típicos de estrelas extremamente luminosas.
Por volta da década de 1980, já era amplamente aceita a ideia de estrelas WR de população I como descendentes de estrelas massivas de classe O e as pesquisas concentraram em como estrelas O evoluíam para estrelas WR e qual era o futuro desse tipo de estrela. A proposta de que estrelas massivas passam por um período de intensa perda de massa perto do limite de Eddington de estabilidade de estrelas luminosas tornou-se bem estabelecida e atualmente entende-se que essa é a origem da maioria das estrelas WR. Variáveis luminosas azuis (LBVs) foram identificadas como possíveis progenitoras de estrelas WR, estando próximas do limite máximo de luminosidade e mostrando essa intensa perda de massa que ejeta parte das camadas externas da estrela.
Os tipos espectrais de estrelas WR já foram considerados uma sequência evolucionária, das mais frias e mais luminosas estrelas WN em direção a estrelas WC mais quentes e menos luminosas, até as estrelas WO. O ponto final dessa evolução foi identificado como supernovas tipo Ib, apesar de a correlação entre modelos e observações ter mostrado um número de problemas com a teoria. As mais frias e luminosas estrelas WN foram eventualmente identificadas como uma classe distinta de objetos, compreendendo as estrelas mais massivas da sequência principal, ao invés de estrela evoluídas que já terminaram a fusão de hidrogênio.

### Modelos atuais

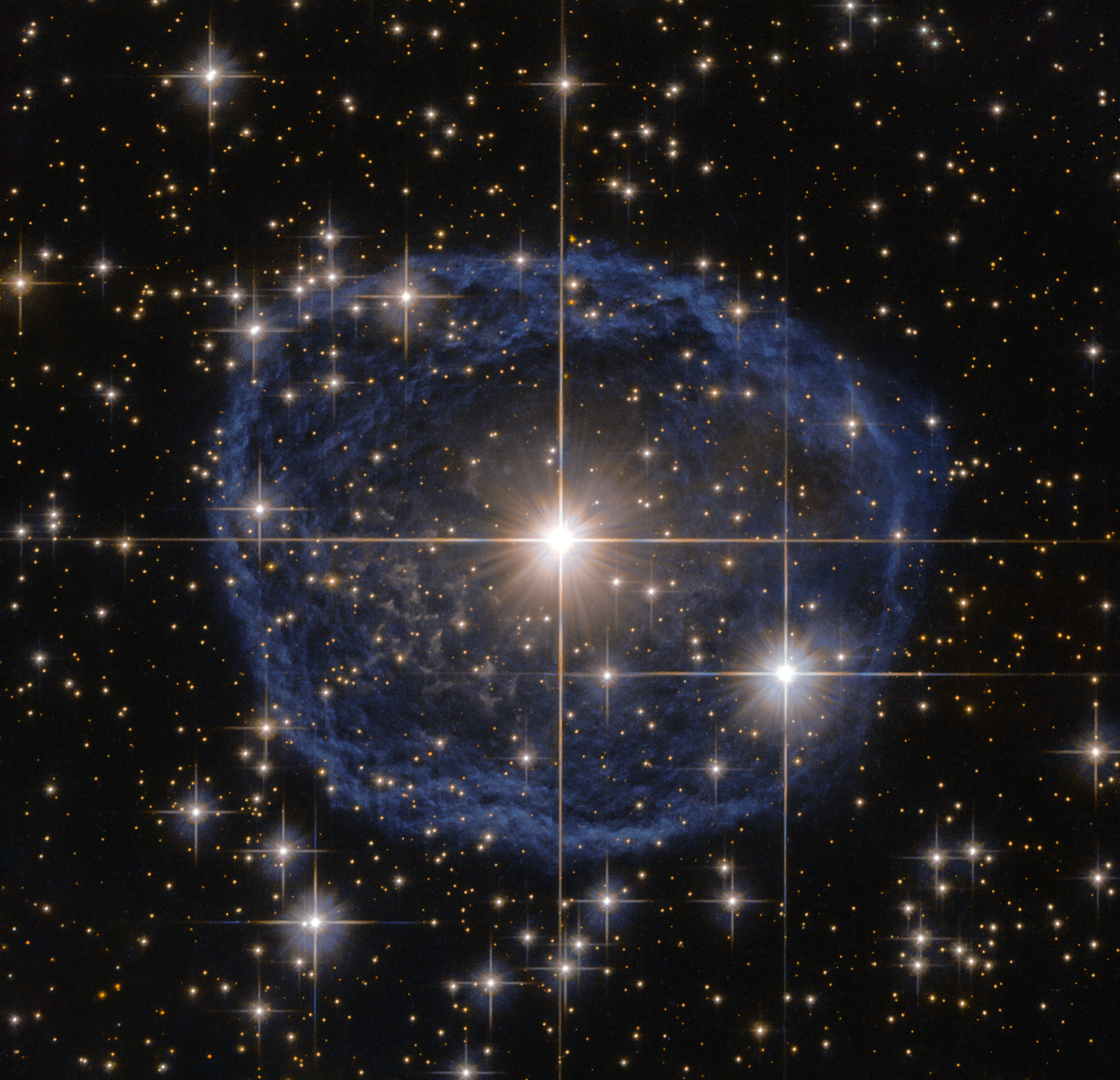
WR 31a, cercada por uma nebulosa em bolha criada pelo impacto do vento estelar com material ejetado pela estrela em um estágio anterior de sua evolução (imagem do Telescópio Espacial Hubble)

Atualmente entende-se que a maioria das estrelas Wolf-Rayet, a população I clássica, estão em um estágio natural na evolução das estrelas mais massivas (a exceção são as menos comuns estrelas de tipo WR no centro de nebulosas planetárias), que pode seguir um período como uma supergigante vermelha, como supergigante azul, ou diretamente das estrelas de sequência principal mais massivas. Apenas as supergigantes vermelhas de menor massa explodem como uma supernova nesse estágio, enquanto as supergigantes vermelhas mais massivas retornam para temperaturas mais altas após expelirem suas atmosferas. Algumas explodem no estágio intermediário de hipergigante amarela ou variável luminosa azul, mas muitas tornam-se estrelas Wolf-Rayet. Essas estrelas WR já perderam ou queimaram quase todo seu hidrogênio e estão fundindo hélio em seus núcleos, ou elementos mais pesados por um período muito curto no fim de suas vidas.
Estrelas massivas da sequência principal criam um núcleo muito quente que funde hidrogênio rapidamente pelo ciclo CNO e resulta em intensa convecção por toda estrela. Isso causa mistura de hélio na superfície, um processo que é intensificado por rotação, possivelmente por rotação diferencial quando o núcleo é acelerado para uma rotação superior à da superfície. Estrelas assim também mostram enriquecimento de nitrogênio na superfície desde uma idade muito jovem, o que é causado por mudanças nas proporções de carbono e nitrogênio devido ao ciclo CNO. O surgimento de elementos pesados na atmosfera, assim como aumento de luminosidade, criam fortes ventos estelares que são a fonte das linhas de emissão no espectro. Essas estrelas apresentam um espectro Of, ou Of* se forem suficientemente quentes, que se torna um espectro WNh se os ventos estelares ficarem mais fortes ainda. Isso explica a alta perda de massa e luminosidade das estrelas WNh, que ainda estão queimando hidrogênio no núcleo e perderam pouco de sua massa inicial. Elas vão eventualmente se expandir para supergigantes azuis (possivelmente variáveis luminosas azuis) quando o hidrogênio no núcleo se esgotar, ou se a mistura for muito eficiente (por rotação rápida por exemplo) elas podem evoluir diretamente para estrelas WN sem hidrogênio.
Estrelas WR provavelmente acabam suas vidas de forma violenta em vez de virarem uma anã branca. Portanto todas as estrelas com uma massa inicial de mais de 9 massas solares aproximadamente vão inevitavelmente resultar em uma supernova, muitas do estágio WR.
Uma progressão simples de estrelas WR de baixas até altas temperaturas, culminando nas estrelas de tipo WO, não é apoiada por observações. Estrelas de tipo WO são extremamente raras e todos os exemplos conhecidos são mais luminosos e massivos que as mais comuns estrelas WC. Hipóteses alternativas sugerem que as estrelas WO só são formadas das estrelas mais massivas da sequência principal, ou que elas representam um estágio final extremamente curto de apenas alguns milhares de anos antes de explodirem como supernova, com a fase WC correspondendo à fase de queima de hélio no núcleo e a fase WO aos processos de fusão mais avançados. Ainda é incerto se os espectros WO são apenas o resultado de efeitos de ionização a temperaturas extremas ou se eles realmente refletem uma abundância química diferente (ou ambos).
| Massa inicial (M☉) | Sequência evolucionária                    | Tipo de supernova |
| ------------------ | ------------------------------------------ | ----------------- |
| 60+                | O → Of → WNh ↔ LBV →[WNL]                  | IIn               |
| 45–60              | O → WNh → LBV/WNE? → WO                    | Ib/c              |
| 20–45              | O → RSG → WNE → WC                         | Ib                |
| 15–20              | O → RSG ↔ (YHG) ↔ BSG (voltas para o azul) | II-L (ou IIb)     |
| 8–15               | B → RSG                                    | II-P              |

Legenda:
- O: estrela de classe O da sequência principal
- Of: estrela de tipo O evoluída com emissão de N e He
- BSG: supergigante azul
- RSG: supergigante vermelha
- YHG: hipergigante amarela
- LBV: variável luminosa azul
- WNh: estrela Wolf-Rayet de classe WN com linhas de hidrogênio
- WNL: estrela Wolf-Rayet de classe WN fria (WN6 até WN9)
- WNE: estrela Wolf-Rayet de classe WN quente (WN2 até WN6)
- WC: estrela Wolf-Rayet de classe WC
- WO: estrela Wolf-Rayet de classe WO

Estrelas Wolf–Rayet clássicas formam de estrelas massivas, apesar de essas estrelas evoluídas terem perdido metade ou mais de suas massas iniciais quando passam a mostrar uma aparência WR. Por exemplo, γ2 Velorum A atualmente tem cerca de 9 vezes a massa do Sol, mas se formou com uma massa de pelo menos 40 vezes a solar. Estrelas de alta massa são raras, porque elas formam com menos frequência e porque têm vidas curtas. Isso significa que as estrelas Wolf–Rayet são ainda mais raras, porque elas se originam apenas das estrelas mais massivas e porque são uma fase relativamente curta da vida dessas estrelas. Isso explica também por que supernovas de tipo Ibc são menos comuns que de tipo II, já que elas resultam de estrelas de massa maior.
Estrelas de tipo WNh, espectroscopicamente similares mas na verdade estrelas muito menos evoluídas que acabaram de começar a expelir suas atmosferas, são uma exceção e ainda contêm muito de sua massa inicial. As estrelas mais massivas conhecidas são todas de tipo WNh ao invés de estrelas O da sequência principal, pois essas estrelas mostram hélio e nitrogênio na superfície apenas alguns milhares de anos após sua formação, possivelmente antes mesmo de se tornaram visíveis através da nuvem de gás ao seu redor. Uma explicação alternativa é que essas estrelas são tão massivas que elas não podem ter se formado como estrelas normais da sequência principal, sendo na verdade o resultado da fusão de estrelas menos extremas.
As dificuldades em modelar os números e tipos observados de estrelas Wolf-Rayet por evolução estelar simples levaram a hipóteses de que algumas delas se formaram por interações em um sistema binário que aumentaram a perda de massa através de transferência de matéria. WR 122 é um possível exemplo que tem um disco plano ao redor da estrela, e pode ter uma estrela companheira que removeu suas camadas externas.

### Supernovas
Existe uma grande suspeita de que muitos progenitores de supernovas dos tipos Ib e Ic são estrelas WR, embora nenhuma identificação conclusiva tenha sido feita.
Supernovas de tipo Ib não possuem linhas de hidrogênio em seu espectro, enquanto as mais comuns supernovas de tipo Ic não possuem linhas de hidrogênio e hélio. Espera-se que os progenitores dessas supernovas sejam estrelas massivas que não possuem hidrogênio, ou hidrogênio e hélio, respectivamente, em suas camadas exteriores. Estrelas WR encaixam exatamente nessa descrição. Todas as estrelas WR não possuem hidrogênio (exceto as do tipo WNh) e algumas, como as do grupo WO, também possuem baixas quantidades de hélio. Estrelas WR devem sofrer um colapso no núcleo quando elas geram um núcleo de ferro, e a explosão de supernova resultante seria de tipo Ib ou Ic. Em alguns casos pode ser possível que o colapso do núcleo gere diretamente um buraco negro sem uma explosão visível.
Estrelas WR são muito luminosas por causa de suas altas temperaturas mas não são brilhantes na faixa visível, emitindo a maior parte de sua radiação no ultravioleta, especialmente os exemplos mais quentes que devem formar a maioria dos progenitores de supernovas. Modelos teóricos sugerem os progenitores de supernovas de tipo Ibc podem não ser brilhantes o suficiente para serem detectados, mas isso pode impor limites em suas propriedades. Um candidato foi observado como uma provável estrela WR na posição da supernova iPTF13bvn, mas isso é contestado.

## Exemplos
Apesar de serem muito luminosas, estrelas Wolf-Rayet não são muito brilhantes na faixa visível pois emitem radiação principalmente na faixa ultravioleta. Junto com sua raridade e grandes distâncias, isso significa que poucas são visíveis a olho nu. De longe a estrela Wolf–Rayet mais brilhante no céu é γ2 Velorum (WR 11), uma estrela WC brilhante visível a sul da latitude 40°N, embora a maior parte da luz visível venha de uma companheira gigante O7.5. Devido à natureza exótica de sua espectro (linhas de emissão e absorção juntas) ela é conhecida como a "Gema Espectral dos Céus do Sul". A única outra estrela Wolf–Rayet mais brilhante que magnitude 6 é θ Muscae (WR 48), também de tipo WC, um sistema triplo com duas companheiras de classe O. A estrela WR 79a (HR 6272) é mais brilhante que magnitude 6 mas não é mais considerada uma estrela WR, e sim uma supergigante O8 peculiar com forte emissão. A próxima estrela WR mais brilhante, com magnitude 6,4, é WR 22, uma binária massiva com uma primária WN7h.
A estrela mais massiva e mais luminosa conhecida atualmente, R136a1, também é uma estrela Wolf–Rayet do tipo WNh que ainda está fundindo hidrogênio em seu núcleo. Esse tipo de estrela, que inclui muitas das mais luminosas e mais massivas estrelas, é muito jovem e geralmente só é encontrado no centro dos aglomerados estelares mais densos. Ocasionalmente uma estrela WNh fugitiva como VFTS 682 é encontrada fora desses aglomerados, provavelmente tendo sido ejetada de um sistema múltiplo por interação com outras estrelas.

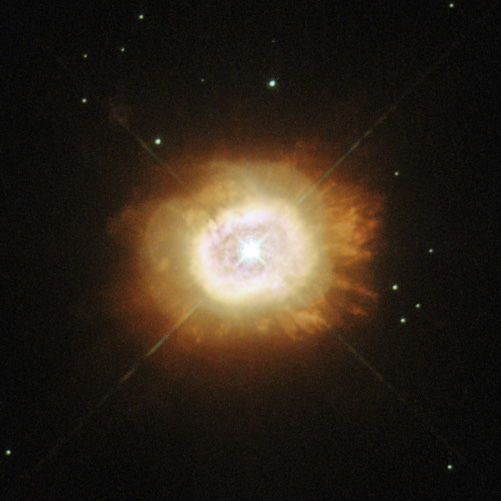
HD 184738, uma nebulosa planetária com uma estrela de tipo WR em seu centro

Uma minoria das nebulosas planetárias possuem estrelas centrais de tipo WR, incluindo algumas nebulosas bem conhecidas.
| Nebulosa planetária                    | Tipo da estrela central |
| -------------------------------------- | ----------------------- |
| NGC 2452                               | [WO1]                   |
| NGC 2867                               | [WO2]                   |
| NGC 5189 (Nebulosa Planetária Espiral) | [WO1]                   |
| NGC 2371-2                             | [WO1]                   |
| NGC 5315                               | [WO4]                   |
| NGC 40                                 | [WC8]                   |
| NGC 7026                               | [WO3]                   |
| NGC 1501                               | [WO4]                   |
| NGC 6751                               | [WO4]                   |
| NGC 6369                               | [WO3]                   |
| MyCn18 (Nebulosa da Ampulheta)         | [WC]-PG1159             |

## Nebulosas

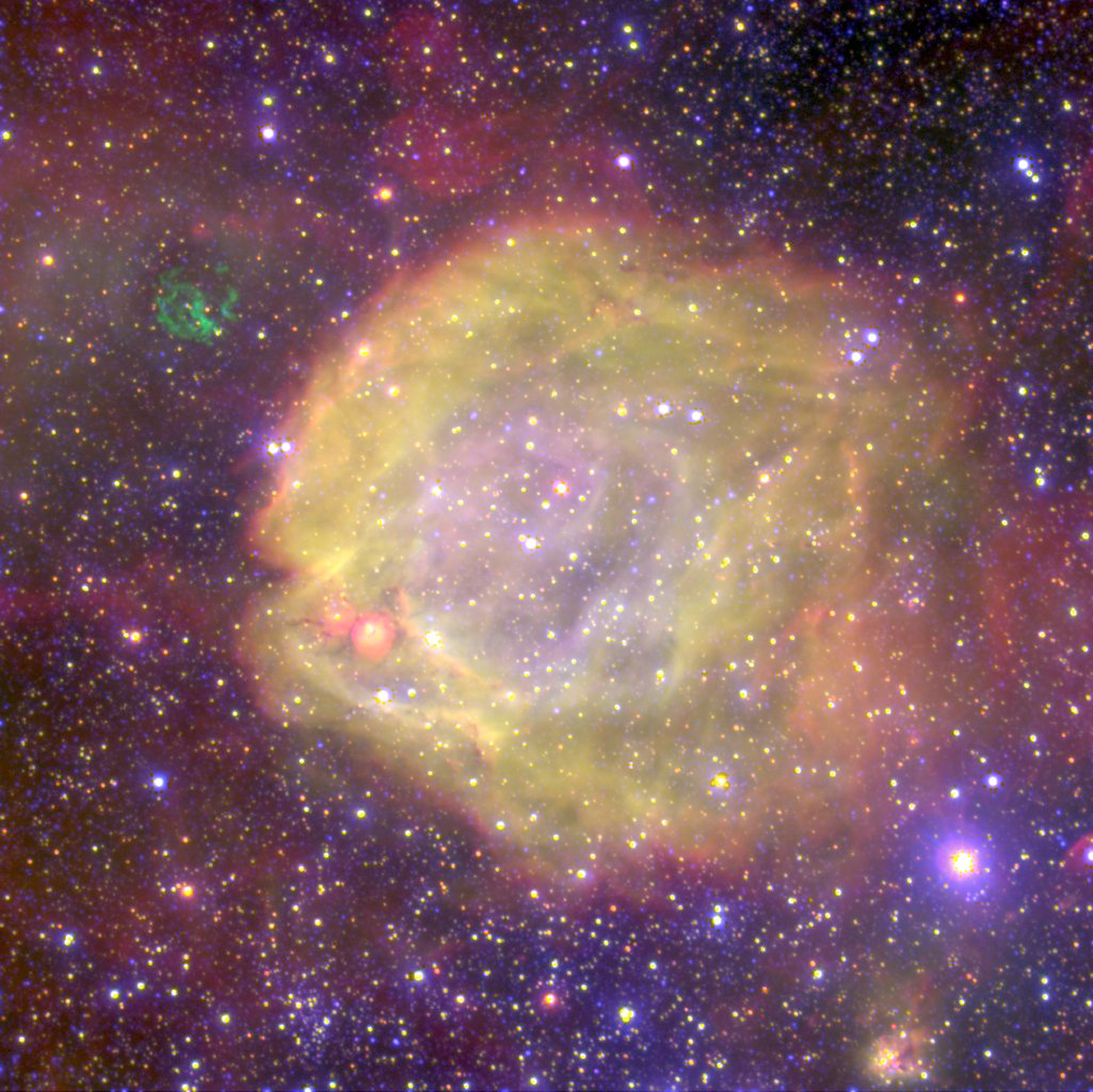
A estrela WR AB7, na Pequena Nuvem de Magalhães, produz uma nebulosa de alta excitação

Uma grande proporção das estrelas WR são cercadas por nebulosidade associada diretamente à estrela, não apenas a nebulosidade de fundo tipicamente presente em regiões de formação estelar, e não uma nebulosa planetária formada por uma estrela pós-AGB. A nebulosidade apresenta-se em uma variedade de formas e sua classificação tem sido difícil. Muitas foram originalmente catalogadas como nebulosas planetárias e apenas um estudo detalhado em várias frequências pode diferenciar uma nebulosa planetária ao redor de uma estrela pós-AGB de uma nebulosa similar criada por uma estrela massiva fundindo hélio.

## Galáxias Wolf–Rayet
Uma galáxia Wolf–Rayet é um tipo de galáxia starburst em que há um número suficientemente grande de estrelas WR para que seus espectros de emissão sejam visíveis no espectro global da galáxia. Especificamente, uma linha de emissão larga de HeII a 468,6 nm e outras linhas próximas são a característica que define uma galáxia Wolf–Rayet. O tempo de vida relativamente curto de estrelas WR significa que o evento starburst nessas galáxias deve ter ocorrido rapidamente e dentro dos últimos milhões de anos, senão a emissão WR seria dominada pelo grande número de outras estrelas luminosas.